# ایستگاه‌های پژوهشی در جنوبگان
{{#coordinates:}}: طول جغرافیایی نامعتبر

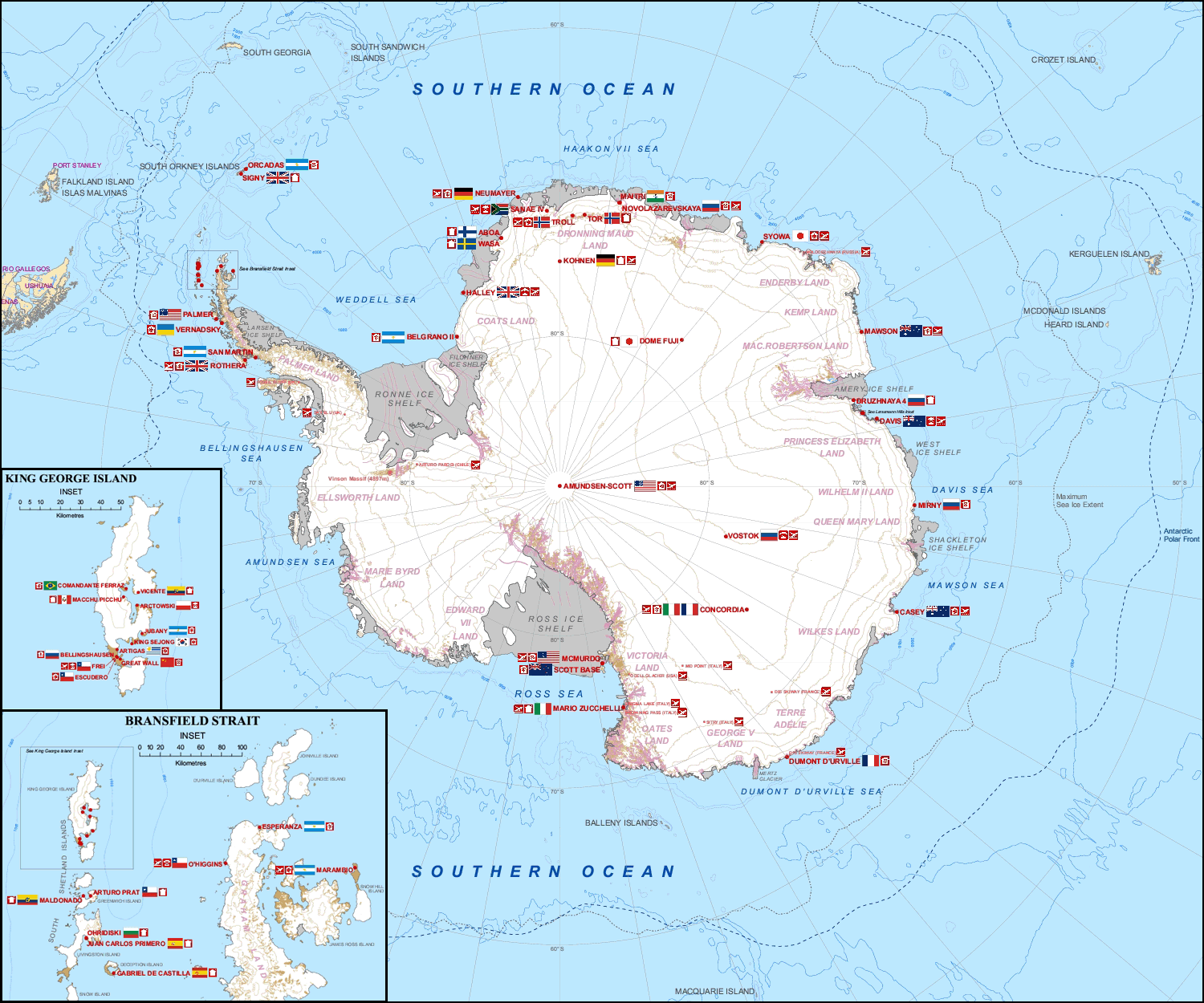
نقشه نشان‌دهنده جای ایستگاه‌های پژوهشی در جنوبگان

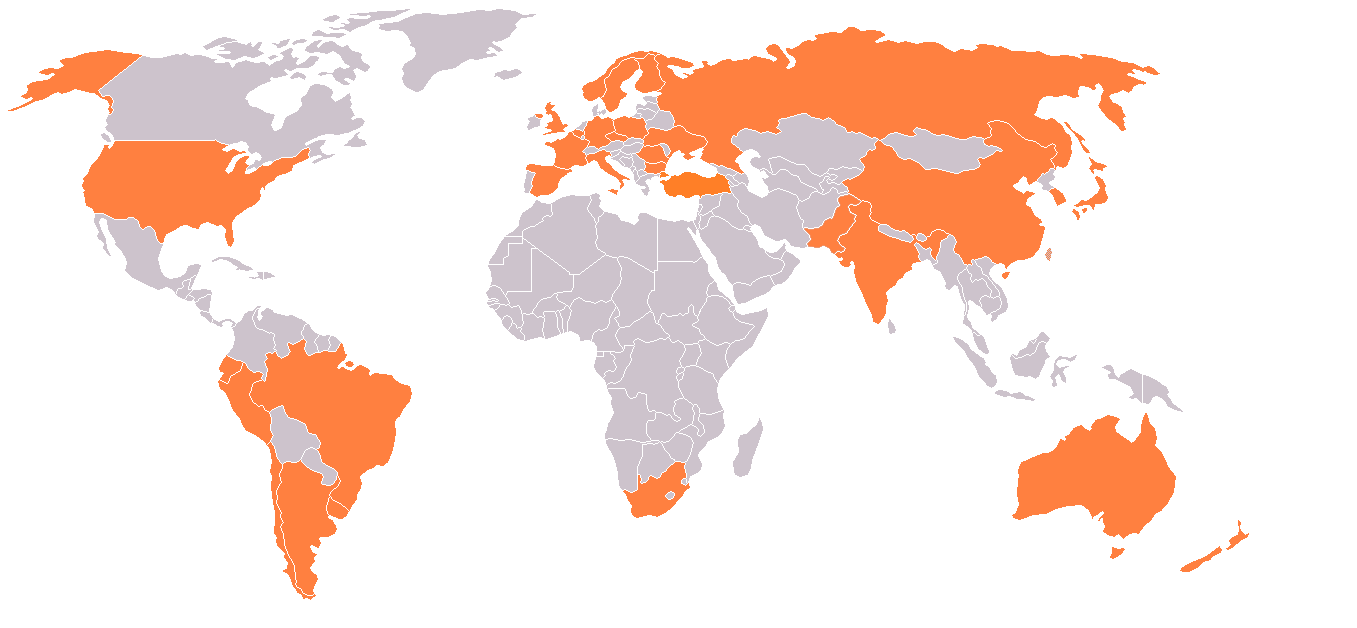
کشورهای دارنده ایستگاه پژوهشی در جنوبگان

شماری از دولت‌ها در جاهای گوناگون جنوبگان، ایستگاه پژوهشی همیشگی برپا کرده‌اند. برخلاف ایستگاه‌های شناور روی یخ در شمالگان، ایستگاه‌های پژوهشی جنوبگان بر روی یخ یا خاک ساخته می‌شوند که برای کارهای عملی، در جای خود پایدار شده‌اند.
در بسیاری از ایستگاه‌ها در طول سال، کارکنانی زندگی می‌کنند. در اکتبر ۲۰۰۶ نزدیک به ۴۰ کشور امضا کننده سیستم پیمان جنوبگان، ایستگاه‌های فصلی (تابستانی) یا همیشگی داشته‌اند. در تابستان نیم‌کره جنوبی (ژانویه) شمار این کارکنان به ۴۰۰۰ نفر و در زمستان (ژوئن) به ۱۰۰۰ نفر در سراسر قاره جنوبگان می‌رسد. به همراه این ایستگاه‌های همیشگی، در هر تابستان ۳۰ اردوگاه میدانی نیز برای پشتیبانی از برنامه‌های علمی برپا می‌شوند.

## تاریخچه

### نخستین پایگاه‌ها
در هنگام دوران قهرمانانه اکتشاف جنوبگان در اواخر سده ۱۹ (میلادی) نخستین پایگاه‌ها برپا شدند. در ۱۸۹۸ (میلادی) یابنده بریتانیایی-نروژی، کارستن بورچگروینک رهبری سفر اکتشافی جنوبگان بریتانیا (گروه اعزامی تقاطع جنوبی) به دماغه ادر را بر عهده گرفت. او در این سفر اکتشافی، نخستین پایگاه جنوبگان را در ساحل ریدلی برپا کرد. امروزه به خاطر نام کشتی آنها به این گروه اعزامی "تقاطع جنوبی" گفته می‌شود. بیشتر کارکنان آن نروژی بودند. اما هزینه سفر را جورج نیونز بریتانیایی پرداخت. ده نفر از تیم اکتشافی خلیج رابینسون در باختر دماغه ادر را با تیم‌های سگی کشف کردند. پس از آن و پس از سوار شدن بر کشتی در آن پایگاه برای سفر کوتاهی به یخ‌تاق راس رفتند. کلبه آن ایستگاه هنوز شرایط خوبی دارد و گردشگران بارها از آن دیدن کرده‌اند.
پس از تلاش رابرت فالکون اسکات برای کشف خاوری‌ترین بخش یخ‌تاق راس که پیش از آن توسط روئال آمونسن کشف شده بود و پیش از مرگ اسکات در قطب جنوب، این کلبه بعدها به مدت یک سال در ۱۹۱۱ (میلادی) به دستور ویکتور کمپبل توسط نیروی شمال اسکات استفاده شد.
در ۱۹۰۳ (میلادی) یکی از آرمان‌های سفر ویلیام اسپیرز بروس از سفر اکتشافی ملی جنوبگان اسکاتلند به جنوبگان، برپایی ایستگاه هواشناسی در آنجا بود. پس از آنکه سفر اکتشافی به دلیل پیدا نکردن خشکی شکست خورد، بروس تصمیم گرفت به جزیره لائوری در جزایر اورکنی جنوبی برود و در آنجا لنگر بیندازد. این جزایر برای برپایی ایستگاه هواشناسی، جای خوبی بودند و نزدیکی آنها به آمریکای جنوبی به آنها اجازه می‌داد که ایستگاه همیشگی برپا کنند. بروس، کار گسترده‌ای را بنا نهاد که شامل برداشت هواشناسی، نمونه‌گیری دریایی با تور، پرورش گیاه، و گردآوری نمونه‌های جانوری و زمین‌شناسی بود.
کار مهمی که در این دوره انجام شد ساخت ساختمان سنگی با نام تعمیدی "خانه اُمُند" بود. هدف از آن، ساخت سرپناه برای کسانی بود که برای کار در آزمایشگاه هواشناسی پیشنهادی در جزیره لائوری می‌ماندند. این ساختمان از مواد موجود در همان جا و به روش خشکه‌چین ساخته شده بود. سقف آن از ورقه‌های چوب و کرباس ساخته شده بود. این خانه به شکل مربع ۶ متر در ۶ متر، با ۲ پنجره بود و برای زندگی ۶ نفر به ۴ بخش تقسیم شده بود. رودمُس براون می‌نویسد: "تصور ساخت خانه‌ای بدون ملات و ابزار سنگ‌تراشی که به خوبی ساخته شده و برای زمان زیادی پایدار مانده، هیجان‌انگیز است. تصور می‌کنم که دست‌کم یک سده پایدار بماند.".

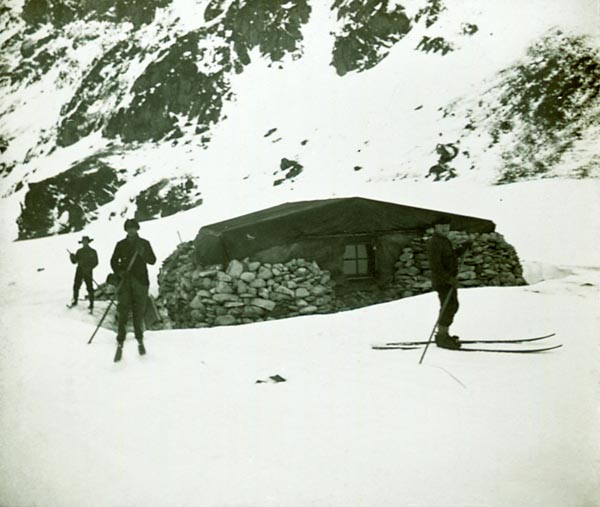
"خانه اُمُند" نخستین پایگاه دائمی در جنوبگان بود که در ۱۹۰۳ (میلادی) در سفر اکتشافی ملی جنوبگان اسکاتلند ساخته شد.

بعدها بروس به آرژانتین پیشنهاد کرد که ایستگاه و ابزارهای آن را به دولت آن کشور واگذار کند. به شرط آنکه دولت آرژانتین خود را برای ادامه پژوهش‌های علمی، متعهد بداند. در دسامبر ۱۹۰۳ بروس، افسر بریتانیایی ویلیام هاگارد را از انگیزه خود آگاه کرد و هاگارد پیشنهاد بروس را تصویب کرد.
در ۱۴ ژانویه ۱۹۰۴ (میلادی) اسکوشا مقامات آرژانتینی مانند وزارت کشاورزی، دفتر ملی هواشناسی، وزارت چهارپایان، و دفتر پست ملی و تلگراف را سوار بر کشتی به جزیره لائوری برد. در ۱۹۰۶ (میلادی) آرژانتین به جامعه جهانی پیوست تا برای ساخت پایگاه همیشگی در جزایر اورکنی جنوبی همکاری کند.

### جنگ جهانی دوم و گسترش پس از آن
تا میانه جنگ جهانی دوم، رویداد چشمگیری در جنوبگان رخ نداد. در ۱۹۴۳ (میلادی) امپراتوری بریتانیا با اجرای عملیات تابارین، حضور خود در جنوبگان را همیشگی کرد. دلیل اصلی آن ادعای مالکیت قدرتمند بر چندین جزیره بدون باشَنده و بخش‌هایی از جنوبگان بود که آرژانتین به نشانه پشتیبانی از آلمان نازی در آن استحکامات نظامی برپا کرده بود.
پیش از آغاز جنگ، هواگردهای آلمان نازی، نشانه‌هایی را با شکل صلیب شکسته بر سرزمین شهبانو ماود ریختند تا بر آن ادعای مالکیت کنند (سواب نو را ببینید). در روز شنبه ۲۹ ژانویه ۱۹۴۴ (میلادی) به فرماندهی ستوان جیمز مار، گروه ۱۴-استرانگ، جزایر فالکلند را با دو کشتی آرآراس ویلیام اسکورزبی (کشتی مین‌روب) و فیتزروی ترک کردند. جیمز مار، ارنست شکلتون را در آخرین سفر اکتشافی جنوبگان خود ۱۹۲۱ (میلادی) - ۱۹۲۲ (میلادی) همراهی کرده بود.
در ماه فوریه در نزدیکی ایستگاه متروکه شکار نهنگ نروژ در جزیره دیسپشن (که در آنجا پرچم اتحادیه به جای پرچم آرژانتین افراشته شده بود) و پورت لاکروی در ساحل سرزمین گراهام (در ۱۱ فوریه) پایگاه‌هایی برپا شدند. پس از تلاش ناموفق برای بارگیری ابزارها در ۷ فوریه ۱۹۴۴ (میلادی)، در ۱۳ فوریه ۱۹۴۵ (میلادی) پایگاه دیگری نیز در خلیج هوپ برپا شد. این پایگاه‌ها نخستین پایگاه‌هایی بودند که در سرزمین اصلی جنوبگان برپا شدند.
عملیات تابارین به گسترش کنش‌های بین‌المللی پس از جنگ در جنوبگان انجامید. نخستین سفر اکتشافی جنوبگان شیلی در ۱۹۴۷ (میلادی) - ۱۹۴۸ (میلادی) انجام شد. میان دیگر دستاوردها، رئیس‌جمهور شیلی در آن هنگام، گابریل گنزالس ویدلا یکی از نخستین ایستگاه‌های این کشور در جنوبگان را گشود و نخستین رئیس دولتی شد که در جنوبگان پا می‌گذارد. ایستگاه پژوهشی سیگنی (بریتانیا) در ۱۹۴۷، ایستگاه ماوسون (استرالیا) در ۱۹۵۴ (میلادی)، ایستگاه دومون دو ارویل (فرانسه) در ۱۹۵۶ (میلادی) برپا شدند. در همان سال ایستگاه پایگاه مک‌موردو و ایستگاه جنوبگان آمونسن - اسکات (ایالات متحده آمریکا) و ایستگاه مینری (اتحاد جماهیر شوروی سوسیالیستی) برپا شدند.

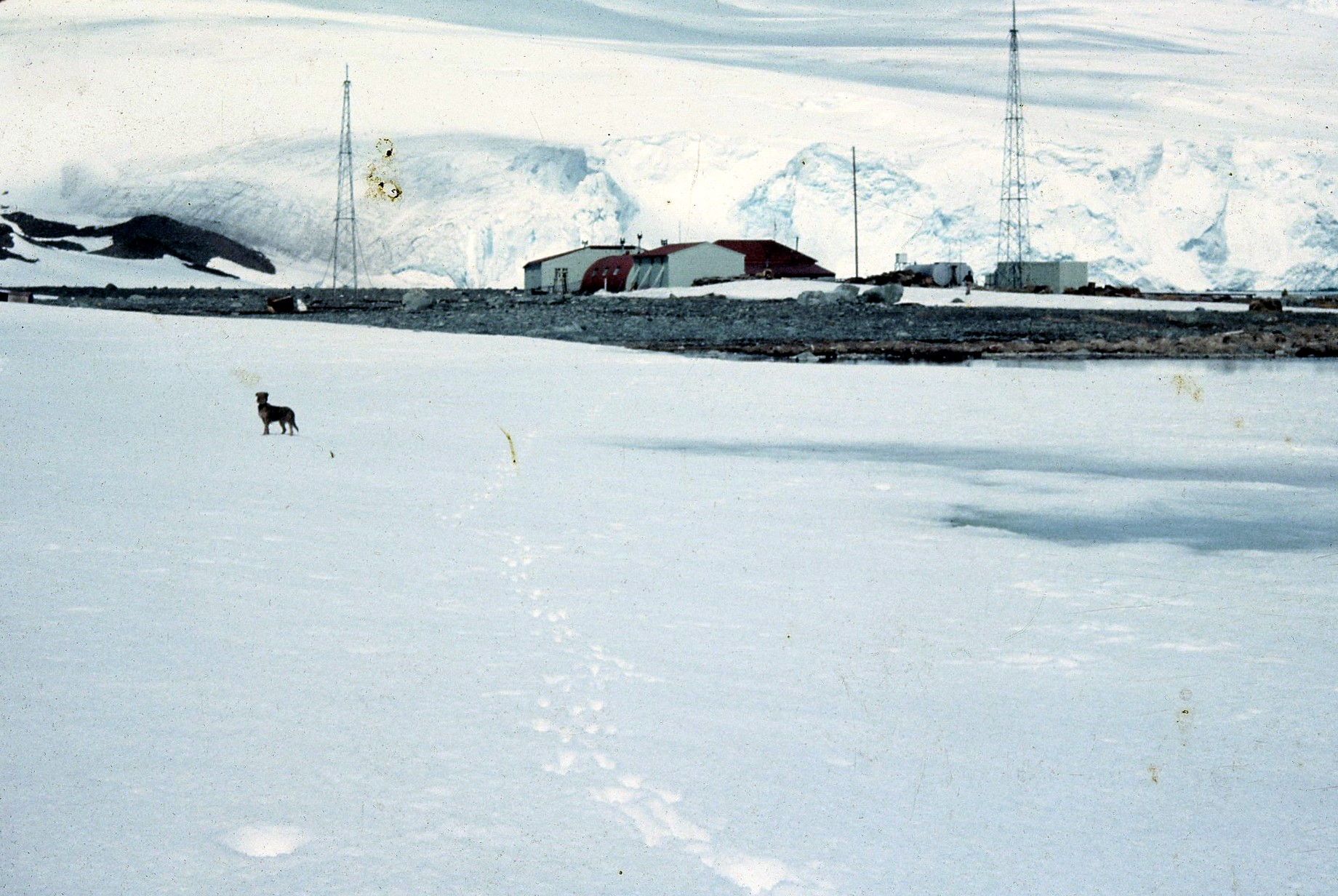
پایگاه کاپیتان آرتور پرات (شیلی)

## فهرست پایگاه‌های پژوهشی
آمریکا جنوبی‌ترین و بزرگ‌ترین ایستگاه و پایگاه پژوهشی در جنوبگان (ایستگاه جنوبگان آمونسن - اسکات) را دارد. دومین ایستگاه جنوبی، پایگاه کونلون چین (در تابستان) ۸۰°۲۵′۰۲″جنوبی ۷۷°۰۶′۵۹″شرقی / ۸۰٫۴۱۷۳۴۰°جنوبی ۷۷٫۱۱۶۴۴۹°شرقی و پایگاه وستوک روسیه (در زمستان) ۷۸°۲۷′۵۰″جنوبی ۱۰۶°۵۰′۱۵″شرقی / ۷۸٫۴۶۳۸۸۹°جنوبی ۱۰۶٫۸۳۷۵۷°شرقی است.

## فهرست ایستگاه‌هایجنوبگانی
| نام ایستگاه                          | کد LOCODE | گونه   | کشور          | سال برپایی | مدیریت‌کننده                  | جا                 | وضعیت و کاربرد                    | مختصات                                                          |
| ------------------------------------ | --------- | ------ | ------------- | ---------- | ---------------------------- | ------------------ | --------------------------------- | --------------------------------------------------------------- |
| آلفرد فور                            | TF        | همیشگی | فرانسه        | ۱۹۶۳       |                              | جزیره مالکیت       | پویا هواشناسی لرزه‌شناسی زیست‌شناسی | ۴۶°۲۵′۵۶″جنوبی ۵۱°۵۱′۳۰″شرقی / ۴۶٫۴۳۲۳۳۳°جنوبی ۵۱٫۸۵۸۲۱۷°شرقی   |
| جزیره برد (ایستگاه بی‌آیپیشین)        | GS        | همیشگی | بریتانیا      | ۱۹۵۷       | بررسی قطب جنوب بریتانیا      | جزیره برد          | پویا پژوهش درباره پرندگان و فک‌ها  | ۵۴°۰۰′۳۰″جنوبی ۳۸°۰۳′۰۴″غربی / ۵۴٫۰۰۸۳۲۹°جنوبی ۳۸٫۰۵۱۱۳۲°غربی   |
| جزیره کمپبل                          | NZ        | همیشگی | نیوزیلند      | ۱۹۴۶       | خدمات هواشناسی نیوزیلند      | جزیره کمپبل        | پویا هواشناسی                     | ۵۲°۳۳′۰۴″جنوبی ۱۶۹°۰۹′۰۴″شرقی / ۵۲٫۵۵۰۹۷۳°جنوبی ۱۶۹٫۱۵۰۹۸۱°شرقی |
| جزیره گاف                            | SH TDC    | همیشگی | آفریقای جنوبی | ۱۹۵۶       | خدمات هواشناسی آفریقای جنوبی | جزیره گاف          | پویا هواشناسی                     | ۴۰°۲۰′۵۸″جنوبی ۹°۵۲′۴۹″غربی / ۴۰٫۳۴۹۳۰۷°جنوبی ۹٫۸۸۰۳۳۱°غربی     |
| کینگ ادوارد پوینت (ایستگاه ام پیشین) | GS        | همیشگی | بریتانیا      | ۱۹۵۰       | بررسی قطب جنوب بریتانیا      | کینگ ادوارد پوینت  | پویا پشتیبانی از ماهی‌گیری پایدار  | ۵۴°۱۷′۰۰″جنوبی ۳۶°۲۹′۳۶″غربی / ۵۴٫۲۸۳۳۳۵°جنوبی ۳۶٫۴۹۳۱۹۶°غربی   |
| ایستگاه پژوهشی ماریون                | ZA        | همیشگی | آفریقای جنوبی | ۱۹۴۸       | خدمات هواشناسی آفریقای جنوبی | جزایر پرینس ادوارد | پویا هواشناسی زیست‌شناسی           | ۴۶°۵۲′۳۲″جنوبی ۳۷°۵۱′۳۱″شرقی / ۴۶٫۸۷۵۴۶۰°جنوبی ۳۷٫۸۵۸۵۴۰°شرقی   |
| پورت-او-فرانسه                       | TF PFR    | همیشگی | فرانسه        | ۱۹۶۳       |                              | جزایر کرگولن       | پویا هواشناسی ژئوفیزیک زیست‌شناسی  | ۴۹°۲۰′۵۵″جنوبی ۷۰°۱۳′۱۰″شرقی / ۴۹٫۳۴۸۶۶۷°جنوبی ۷۰٫۲۱۹۳۰۶°شرقی   |

## نقشه
این نقشه، تنها، جای ایستگاه‌های همیشگی را نشان می‌دهد.